# Ernst Eitner
Ernst Eitner (ur. 30 sierpnia 1867 w Hamburgu, zm. 28 sierpnia 1955 tamże) – niemiecki malarz.
Malował portrety i krajobrazy, szczególnie znane są jego barwne litografie i drzeworyty w stylu zbliżonym do japońskiego.
Wykładał w szkole artystycznej Valeski Röver w Hamburgu, gdzie do jego studentek należała Alma del Banco.